# Bama
Bama (em chinês tradicional: 都安瑶族自治縣; chinês simplificado: 都安瑶族自治县; pinyin:  Bāmǎ  yáozú zìzhìxiàn; Zhuang: Bahmax Yauzcuz Swci Yen) é uma  condado autônomo yao de  Hechi, localidade situada ao noroeste da Regiao Autónoma Zhuang de Quancim, na República Popular da China. Ocupa uma área total de 1.971 Km². As etnias presentes na cidade são Zhuang, Yao, Miao, Han,Shui, Maonan e Mulao. Segundo dados de 2010, Bama possuí  266 700 habitantes, 69% das pessoas que pertencem ao grupo étnico Zhuang e 21.65% das pessoas que pertencem ao grupo étnico Yao.